# Kazuhiko Tanabe
Kazuhiko Tanabe (jap. 田辺 和彦, Tanabe Kazuhiko; * 3. Juni 1981 in der Präfektur Ishikawa) ist ein ehemaliger japanischer Fußballspieler.

## Karriere
Tanabe erlernte das Fußballspielen in der Jugendmannschaft von Bellmare Hiratsuka. Seinen ersten Vertrag unterschrieb er 199 bei den Bellmare Hiratsuka (heute: Shonan Bellmare). Der Verein spielte in der höchsten Liga des Landes, der J1 League. Am Ende der Saison 1999 stieg der Verein in die J2 League ab. Für den Verein absolvierte er 41 Spiele. 2004 wechselte er zum Drittligisten Yokogawa Musashino. Für den Verein absolvierte er 87 Spiele. Ende 2006 beendete er seine Karriere als Fußballspieler.